# Estibeaux
Cet article possède un paronyme, voir Estivaux.
Estibeaux (Estivaus, en occitan) est une commune française située dans le département des Landes en région Nouvelle-Aquitaine.
Le gentilé est Estibaussais.

## Géographie

### Localisation
Estibeaux est située sur la route nationale 647 reliant Dax (16 km) à Orthez (21 km).

### Communes limitrophes
Les communes limitrophes sont  Clermont, Habas, Mimbaste, Misson, Mouscardès, Pomarez et Pouillon.
| Mimbaste | Clermont  |            |
| Pouillon | Estibeaux | Pomarez    |
| Misson   | Habas     | Mouscardès |

### Climat
Pour des articles plus généraux, voir Climat de la Nouvelle-Aquitaine et Climat des Landes.
Historiquement, la commune est exposée à un micro climat océanique basque.  
En 2020, Météo-France publie une typologie des climats de la France métropolitaine dans laquelle la commune est exposée à un climat océanique et est dans la région climatique  Pyrénées atlantiques, caractérisée par une pluviométrie élevée (>1 200 mm/an) en toutes saisons, des hiver très doux (7,5 °C en plaine) et des vents faibles.
Pour la période 1971-2000, la température annuelle moyenne est de 13,5 °C, avec une amplitude thermique annuelle de 14 °C. Le cumul annuel moyen de précipitations est de 1 236 mm, avec 12,5 jours de précipitations en janvier et 7,8 jours en juillet. Pour la période 1991-2020, la température moyenne annuelle observée sur la station météorologique la plus proche, située sur la commune de Dax à 17 km à vol d'oiseau, est de 14,5 °C et le cumul annuel moyen de précipitations est de 1 155,2 mm,. Pour l'avenir, les paramètres climatiques de la commune estimés pour 2050 selon différents scénarios d’émission de gaz à effet de serre sont consultables sur un site dédié publié par Météo-France en novembre 2022.

## Urbanisme

### Typologie
Au 1er janvier 2024, Estibeaux est catégorisée commune rurale à habitat dispersé, selon la nouvelle grille communale de densité à sept niveaux définie par l'Insee en 2022.
Elle est située hors unité urbaine. Par ailleurs la commune fait partie de l'aire d'attraction de Dax, dont elle est une commune de la couronne,. Cette aire, qui regroupe 60 communes, est catégorisée dans les aires de 50 000 à moins de 200 000 habitants,.

### Occupation des sols

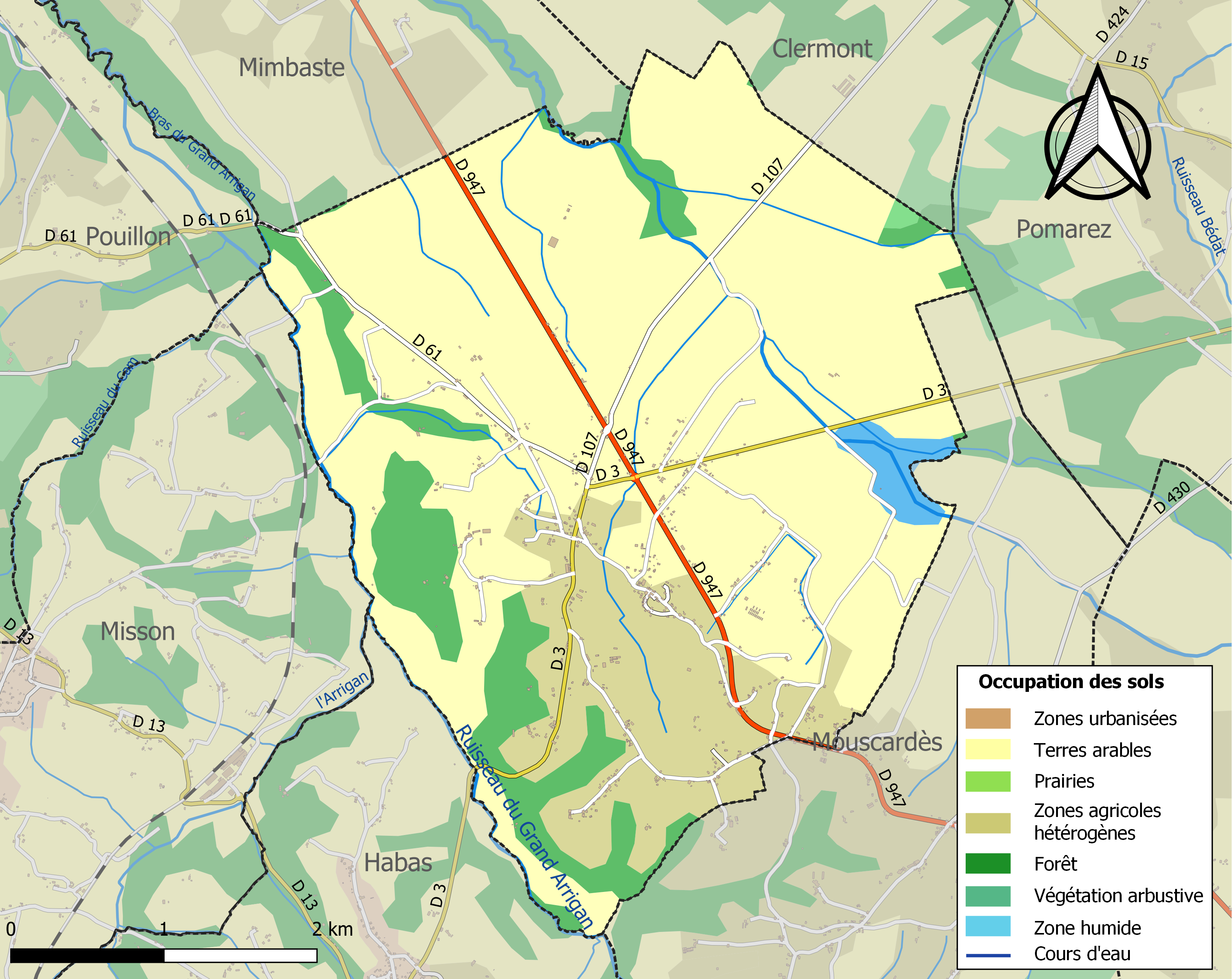
Carte des infrastructures et de l'occupation des sols de la commune en 2018 (CLC).

L'occupation des sols de la commune, telle qu'elle ressort de la base de données européenne d’occupation biophysique des sols Corine Land Cover (CLC), est marquée par l'importance des territoires agricoles (87,2 % en 2018), une proportion sensiblement équivalente à celle de 1990 (87 %). La répartition détaillée en 2018 est la suivante : terres arables (70,8 %), zones agricoles hétérogènes (16,4 %), forêts (11,1 %), eaux continentales (1,6 %), milieux à végétation arbustive et/ou herbacée (0,2 %). L'évolution de l’occupation des sols de la commune et de ses infrastructures peut être observée sur les différentes représentations cartographiques du territoire : la carte de Cassini (XVIIIe siècle), la carte d'état-major (1820-1866) et les cartes ou photos aériennes de l'IGN pour la période actuelle (1950 à aujourd'hui).

### Risques majeurs
Le territoire de la commune d'Estibeaux est vulnérable à différents aléas naturels : météorologiques (tempête, orage, neige, grand froid, canicule ou sécheresse), mouvements de terrains et séisme (sismicité modérée). Un site publié par le BRGM permet d'évaluer simplement et rapidement les risques d'un bien localisé soit par son adresse soit par le numéro de sa parcelle.
Les mouvements de terrains susceptibles de se produire sur la commune sont des tassements différentiels.

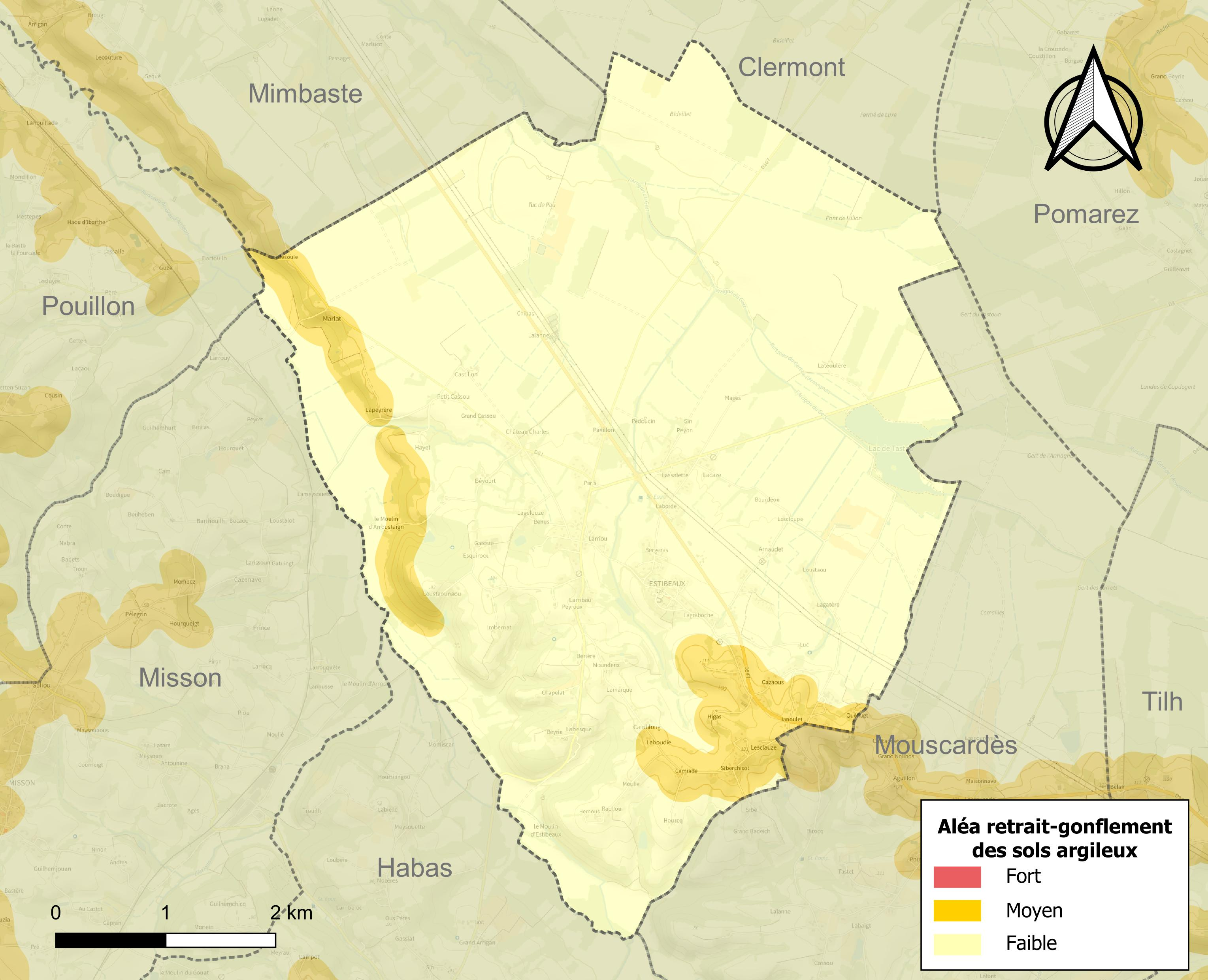
Carte des zones d'aléa retrait-gonflement des sols argileux d'Estibeaux.

Le retrait-gonflement des sols argileux est susceptible d'engendrer des dommages importants aux bâtiments en cas d’alternance de périodes de sécheresse et de pluie. 9,3 % de la superficie communale est en aléa moyen ou fort (19,2 % au niveau départemental et 48,5 % au niveau national). Sur les 308 bâtiments dénombrés sur la commune en 2019,  55 sont en aléa moyen ou fort, soit 18 %, à comparer aux 17 % au niveau départemental et 54 % au niveau national. Une cartographie de l'exposition du territoire national au retrait gonflement des sols argileux est disponible sur le site du BRGM,.
La commune a été reconnue en état de catastrophe naturelle au titre des dommages causés par les inondations et coulées de boue survenues en 1999, 2008, 2009, 2018 et 2020 et par des mouvements de terrain en 1999

## Toponymie
Du temps des romains, Estibeaux s'appelait Tastoa.
Son nom occitan gascon est Estivaus.

## Histoire
Une voie romaine passait au sud du bourg actuel.

## Politique et administration
| Période                                  | Période  | Identité         | Étiquette | Qualité              |
| ---------------------------------------- | -------- | ---------------- | --------- | -------------------- |
| 1980                                     | 1995     | Gaston Lamarque  |           |                      |
| 1995                                     | 2020     | Danielle Bérot   | DVD       | Secrétaire retraitée |
| 2020                                     | En cours | Philippe Laborde |           |                      |
| Les données manquantes sont à compléter. |          |                  |           |                      |

## Démographie
| 1793 | 1800 | 1806 | 1821 | 1831 | 1836 | 1841 | 1846 | 1851 |
| ---- | ---- | ---- | ---- | ---- | ---- | ---- | ---- | ---- |
| 715  | 661  | 797  | 887  | 837  | 836  | 887  | 889  | 902  |

| 1856 | 1861 | 1866 | 1872 | 1876 | 1881 | 1886 | 1891 | 1896 |
| ---- | ---- | ---- | ---- | ---- | ---- | ---- | ---- | ---- |
| 884  | 914  | 904  | 909  | 874  | 859  | 868  | 840  | 845  |

| 1901 | 1906 | 1911 | 1921 | 1926 | 1931 | 1936 | 1946 | 1954 |
| ---- | ---- | ---- | ---- | ---- | ---- | ---- | ---- | ---- |
| 815  | 798  | 768  | 731  | 730  | 671  | 645  | 577  | 558  |

| 1962 | 1968 | 1975 | 1982 | 1990 | 1999 | 2005 | 2006 | 2010 |
| ---- | ---- | ---- | ---- | ---- | ---- | ---- | ---- | ---- |
| 553  | 524  | 456  | 479  | 503  | 502  | 543  | 550  | 654  |

| 2015 | 2020 | 2022 | - | - | - | - | - | - |
| ---- | ---- | ---- | - | - | - | - | - | - |
| 685  | 703  | 697  | - | - | - | - | - | - |

## Lieux et monuments

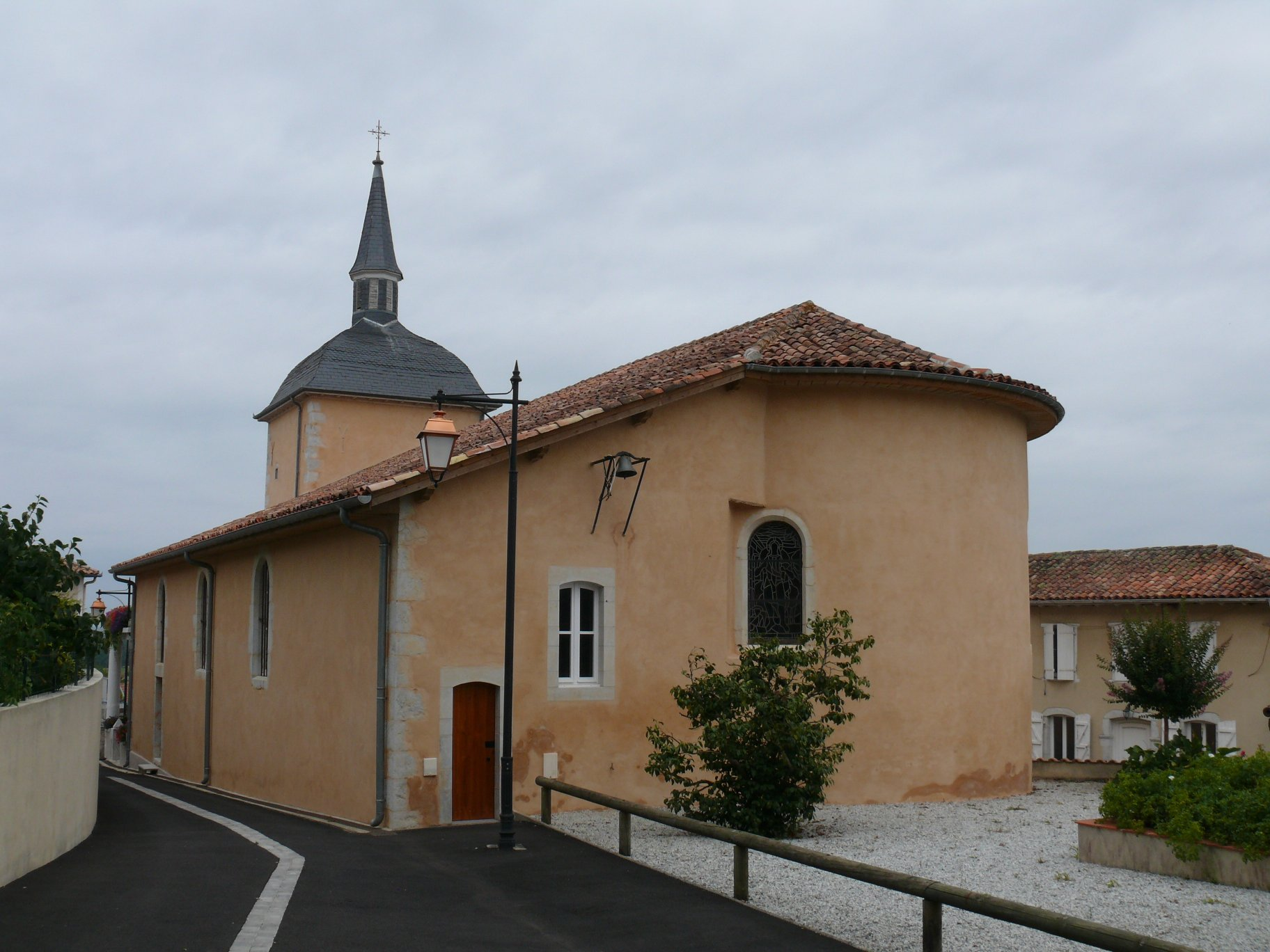
L'église Saint-Jacques-le-Majeur d'Estibeaux.

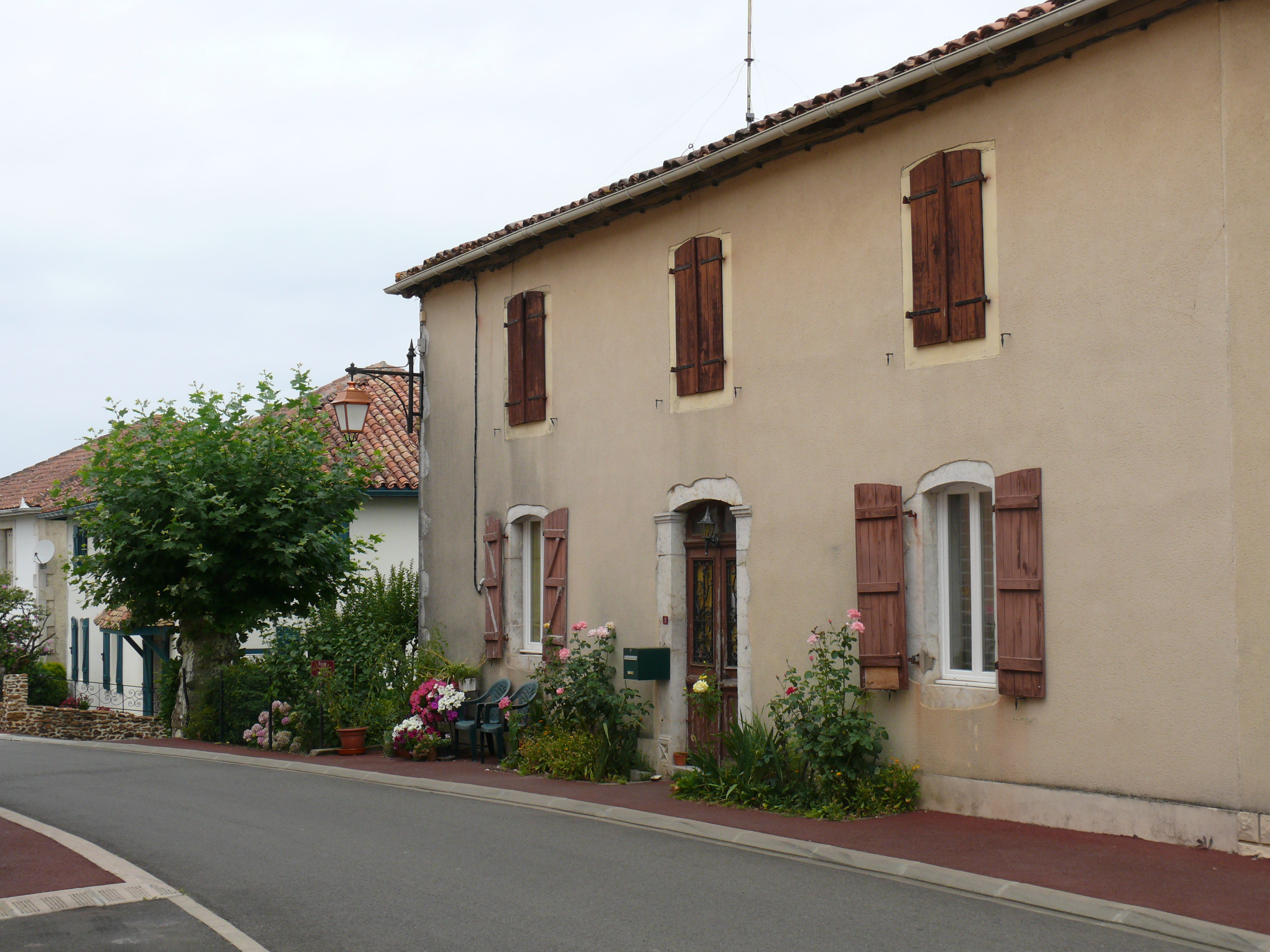
Le village.

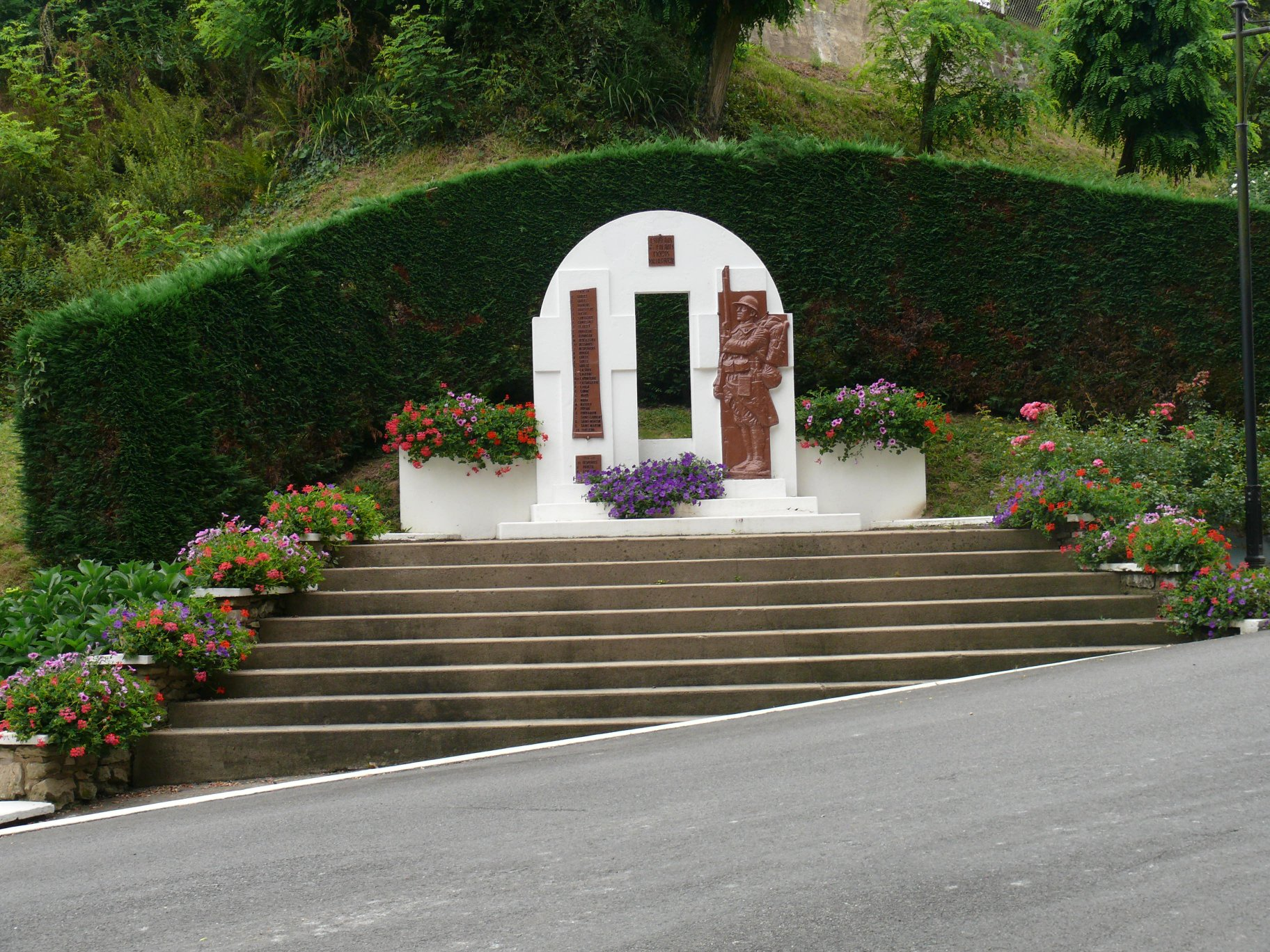
Le monument aux morts.

- L'église Saint-Jacques-le-Majeur, appelée aussi Saint-Martin, a été dessinée par Boubé, architecte à Dax et construite par le sieur Vidau de Cagnotte. Elle a été bénie par Mgr Lanneluc en 1847.
- Le château Charles où se trouve une cella découverte par Joseph de Laporterie.
- La motte qui a été réaménagée pour permettre aux habitants et aux visiteurs d’accéder plus facilement à son sommet, pour admirer la Chalosse vu de haut.
- Les arènes, où a lieu tous les ans une course landaise.
- Le lac de Tastoa.

## Personnalités liées à la commune
- Roger Ducos[pourquoi ?].

## Vie pratique

### Culture
- la clique, qui a déjà compté plus de 40 musiciens, souvent concurrencée par l'harmonie de Pomarez.
- Course landaise

### Activités sportives
- l'Avenir Sportif Arrigan qui est le club de basket-ball, qui est devenu depuis 2008 ou 2009 le BA (Basket Arrigan).
- La salle omnisports, utilisée notamment pour le basket-ball.